# Мізінов Василь Віталійович
Василь Віталійович Мізінов (рос. Василий Витальевич Мизинов, нар. 29 грудня 1997) — російський легкоатлет, який спеціалузіється в спортивній ходьбі.
У зв'язку з допінговим скандалом у Всеросійській федерації легкої атлетики, виступає на міжнародних змаганнях в статусі «допущеного нейтрального атлета».
На світовій першості-2019 в Досі здобув «срібло» в спортивній ходьбі на дистанції 20 кілометрів.